# Льон звичайний
Льон звичайний, льон-довгуне́ць (Linum usitatissimum) — однорічна рослина родини льонових.
Одна з найстаріших та найпоширеніших сільськогосподарських технічних культур світу, також широко відома як лікарська рослина. Окремі сорти цього виду об'єднують під назвою льон-кучеря́вець або льон-кудряве́ць.

## Назва
Українське слово «льон» дуже давнього походження, воно походить від прасл. *lьnъ, йому співзвучні назви льону в інших слов'янських мовах: біл. і рос. лён, пол. len, чеськ. len, словац. l᾽аn, в.-луж. len, н.-луж. lan, полаб. ĺån, серб. ла̏н/lȁn, хорв. lȁn, словен. lȃn. Припускають, що слово «льон» має індоєвропейське походження: слов'янські назви споріднені з лит. linaĩ (множина слова «льон»), латис. lini (так само), дав.-прусськ. linno, грец. λίνον, алб. lį, лат. līnum, гот. lein («полотно»), нім. Lein, англ. linen, нід. lijn, ірл. līn («льон»). Спільним джерелом всіх слів вважають праіндоєвропейський корінь *līn- («льон»).
Латинська родова назва Linum того ж походження, що й українська (слов'янська), а видова usitatissimum у перекладі означає «якнайкорисніший». Українська назва довгунець вказує на довгі волокна, які видобувають зі стебел і використовують для прядіння ниток. Стебла олійних сортів також волокнисті, але їхні волокна короткі, менше придатні для розчісування і прядіння, тому ці сорти мають збірну назву льон-кучерявець або льон-кудрявець.

## Опис рослини

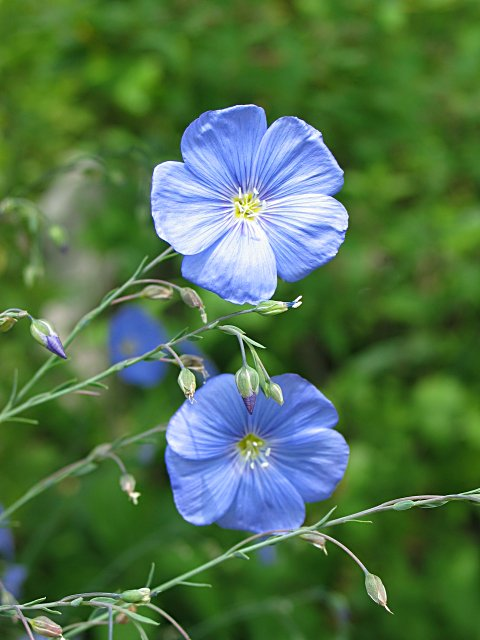
Квіти льону-довгунця

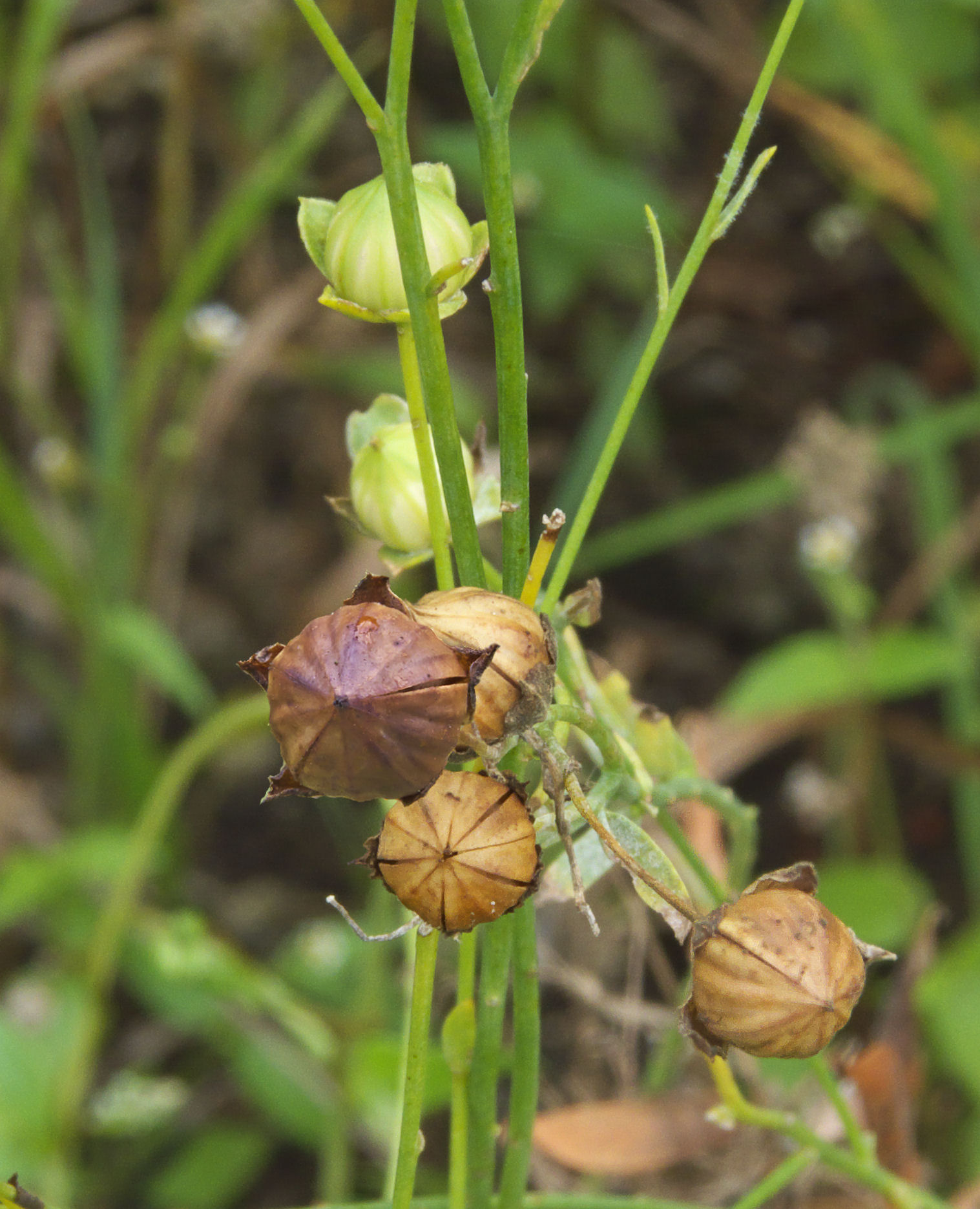
Коробочка з насінням

Трав'яна рослина заввишки 60–150 см. Корінь стрижневий з численними дрібними корінцями. Стебла нечисленні (1–3), прямі, тонкі, світло-зелені, розгалужені лише у верхній частині. Листки розташовані спірально, вони численні, дрібні (2–3 см завдовжки, 3–4 мм завширшки), ланцетні, на верхівці загострені. На дотик листки дещо слизькі від тонкого шару воску, що їх вкриває. Квітконіжки довші за чашечку, наприкінці потовщені. Квіток у суцвітті відносно небагато. Оцвітина п'ятичленна, середнього розміру або дрібна, діаметром 1,5–2,4 см. Найпоширеніший колір квіток — синій або блакитний, рідше — білий, рожевий, червонувато-бузковий. Крім 5-ти розвитих тичинок є п'ять недорозвинених у вигляді зубців чи ниток, розміщених між ними. Пиляки зазвичай сині, рідше — жовті або помаранчеві. Зав'язь суцільна. Плід — п'ятигніздова коробка 6–8 мм завдовжки; кожне гніздо ділиться на два півгнізда, що вміщують по одній насінині. Насіння пласке, жовто-коричневе, лискуче, без запаху, під час жування має слизький масляний смак.

## Поширення
Батьківщина льону — Кавказький регіон, Іран, Ірак, Східне Середземномор'я. Ще в античні часи з Середземномор'я ця рослина поширилась по всій Європі, а потім з європейськими колоністами потрапила до Північної Америки. Зараз льон-довгунець вирощують у всіх помірних областях Європи, Азії, Північної Америки, а також у Північній Африці. Для України льон — традиційна луб'яна технічна культура.

## Історія
Ця рослина була відома людям ще з кам'яної доби: її залишки знайдені в найдавніших пальових будівлях на швейцарських озерах; лляні тканини носили в Ассирії та Вавилонії; у гробницях єгипетських пірамід мумії забинтовані лляним полотном.
Льон в Україні використовується здавна, особливо на Поліссі. Літописець Нестор в життєписі св. Феодосія Печерського розповідає, що коли на свято Успіння Богородиці у монастирі скінчилася олива (деревна олія) для лампад, то ченці надавили олію з лляного насіння (в семени льнянемъ избити масла и то вълиявъше в кандила). У тому ж літописі, підтверджується використання льону для виготовлення тканини. Обробляли льон на пряжу, ткали полотно та шили з нього сорочки.
У 2008 році започаткований всеукраїнський фестиваль-конкурс «Відродження льонарства та народних художніх промислів України» — «Льон-Фест».

## Сучасність

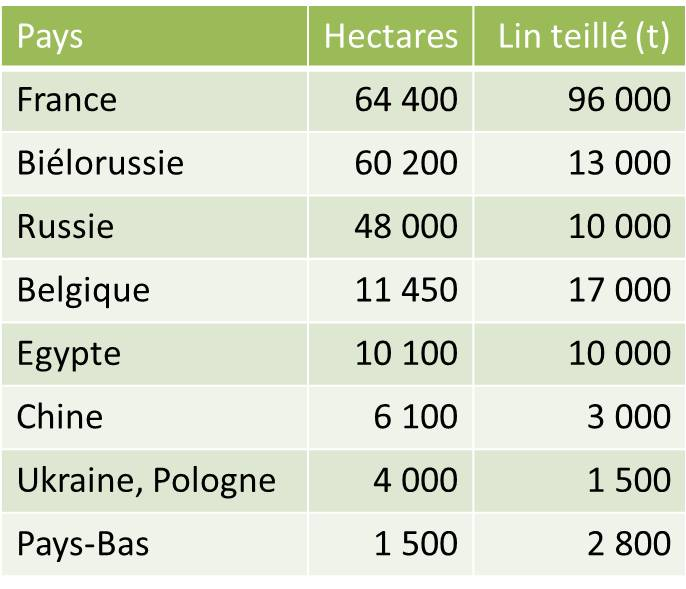

Основне використання льону — як сировина текстильної промисловості. У довоєнний час у використанні волокна в текстильній промисловості України льон займав 41,9 % (бавовник займав 49,3 %, 7,9 % — вовна та 1,0 % — шовк). Рентабельність льонарства в господарствах доходила до 200 %. Льонарство давало до 60 % прибутків в рослинництві. В Україні була створена потужна база з переробки сировини льону. В 1995 році в Україні працювало 46 льонозаводів загальною потужністю виробництва 130 тис. тонн волокна на рік. Рентабельність роботи льонозаводів з урахуванням дотацій держави становила 30-35 %, а текстильної промисловості — до 100 %.
В Україні льон вирощується в багатьох областях, а особливо в Північно-Західному регіоні. Отримані з льону-довгунця, льону-кучерявця та інших його сортів лляні волокна використовуються в текстильному виробництві для виготовлення інтер'єрних, одягових, взуттєвих і технічних текстильних матеріалів і виробів, лляного котоніну, паперу та картону, шнурів і канатів, а також композитних матеріалів різного цільового призначення: із отриманої під час переробки льону костриці отримують термоізоляційні будівельні матеріали, із непрядких відходів лляного виробництва — тепло- і звукоізоляційні матеріали для будівництва, обтиральні та інші технічні матеріали.
| Канада                                                                                                  | 633 500   |   |
| КНР | 480 000   | * |
| Індія                                                                                                   | 167 000   |   |
| США | 149 963   |   |
| Ефіопія                                                                                                 | 67 000    | * |
| Бангладеш                                                                                               | 50 000    | F |
| Росія                                                                                                   | 47 490    |   |
| Україна                                                                                                 | 45 000    | * |
| Франція                                                                                                 | 41 000    | F |
| Аргентина                                                                                               | 34 000    |   |
| Світ | 1 875 018 | A |
| Без символу = офіційні дані, C = розрахункова цифра, F = оцінка FAO, * = Неофіційні/ напівофіційні дані |           |   |

## Насіння
Насіння льону (лат. Semen Lini) — цінна лікарська сировина. Його збирають після повного достигання та сушать на сонці за температури < 45°С. Зберігають в темному, провітрюваному сухому місці. Допустима вологість — < 13 %.
Насіння містить слизові речовини (близько 12 %), пектин, жирну олію (30—40 %), складену з гліцеридів ліноловатої (35—40 %), ліноленової (25—35 %), олеїнової (15—20 %), пальмітинової та стеаринової кислот, ціаногеновий глікозид лінамарин (1,5 %), ензим лінамаразу, протеїни (< 20—25 %), цукри, каротин тощо.

### Застосування у лікувальній практиці

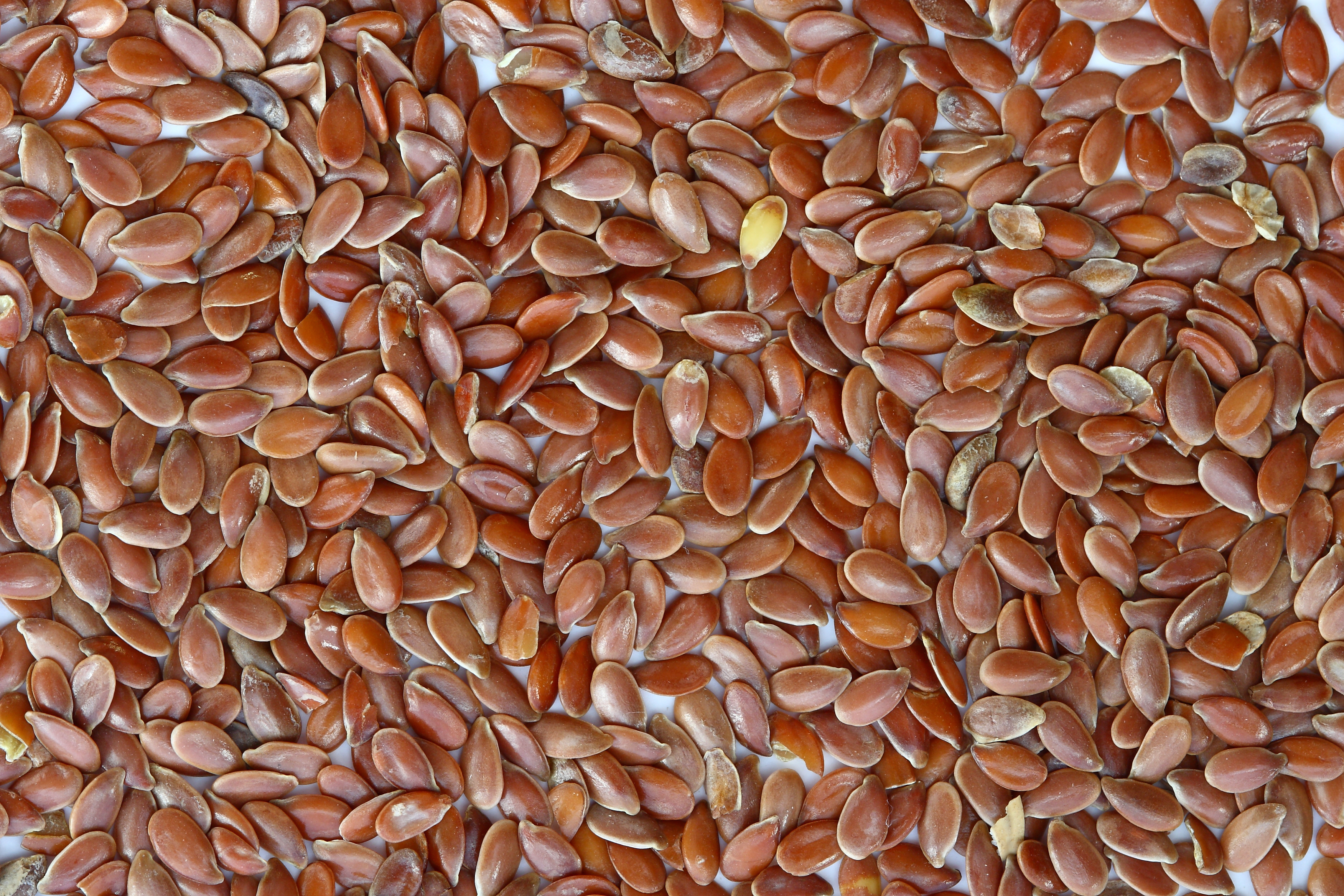
Насіння льону

Насіння має лаксативну (очисну), муцилагінозну (розріджує секрети) і протизапальну дію. Радять його при запорах — збільшує об'єм калової маси і в такий спосіб діє очисно при атонії товстих кишок і ожирінні. Екстракт насіння льону, вжитий внутрішньо, вкриває тонким шаром слизову оболонку стравоходу, шлунка і кишки, захищаючи їх від подразнення. Це особливо важливо при виразці шлунка, яка супроводжується гіперсекрецією. Якщо до того слизового покриву від насіння льону додати відвар цілющих трав, то це затримає на тривалий час пошкодження слизової оболонки, від чого скоротиться оздоровчий період.
Витяжки з насіння — холодні і теплі — корисні при запальних захворюваннях дихальних шляхів (сухий кашель, катар бронхів), захворюванні сечових шляхів (запалення і камені в сечовому міхурі й нирках). Зовнішньо прикладають при опіках, запаленні слизової оболонки і шкіри, набряках, фурункулах (кашка). Із лляної олії виділяють лінетол, який містить велику кількість ненасичених жирних кислот — олеїнову, лінолову, ліноленову, які знижують рівень холестерину в крові і є добрим засобом для лікування атеросклерозу (Скляревський та ін., 1968). Дослідами Соколова (1984) доведено, що ці кислоти є біогенними попередниками простагландинів. Можливо, введені в організм ненасичені жирні кислоти приводять до стимуляції біосинтезу простогландинів і у такий спосіб полегшують їх вплив на фізіологічні процеси.
У народній медицині насіння льону вживається і при гіперациді, хрипкому голосі, запаленні простати, каменях у жовчному міхурі, діабеті та ін.
Протипоказаний при гострих порушеннях функції кишки (проноси) та при посиленні болю при холециститі. Як зовнішній засіб лінетол застосовують при опіках і променевих ураженнях шкіри.
Лляна олія є одним з найстаріших продуктів і має високий вміст омега-3-ліноленової кислоти, яку все більше застосовують як цінну харчову добавку.

## Шкідники
- Блішка льонова синя

## Галерея

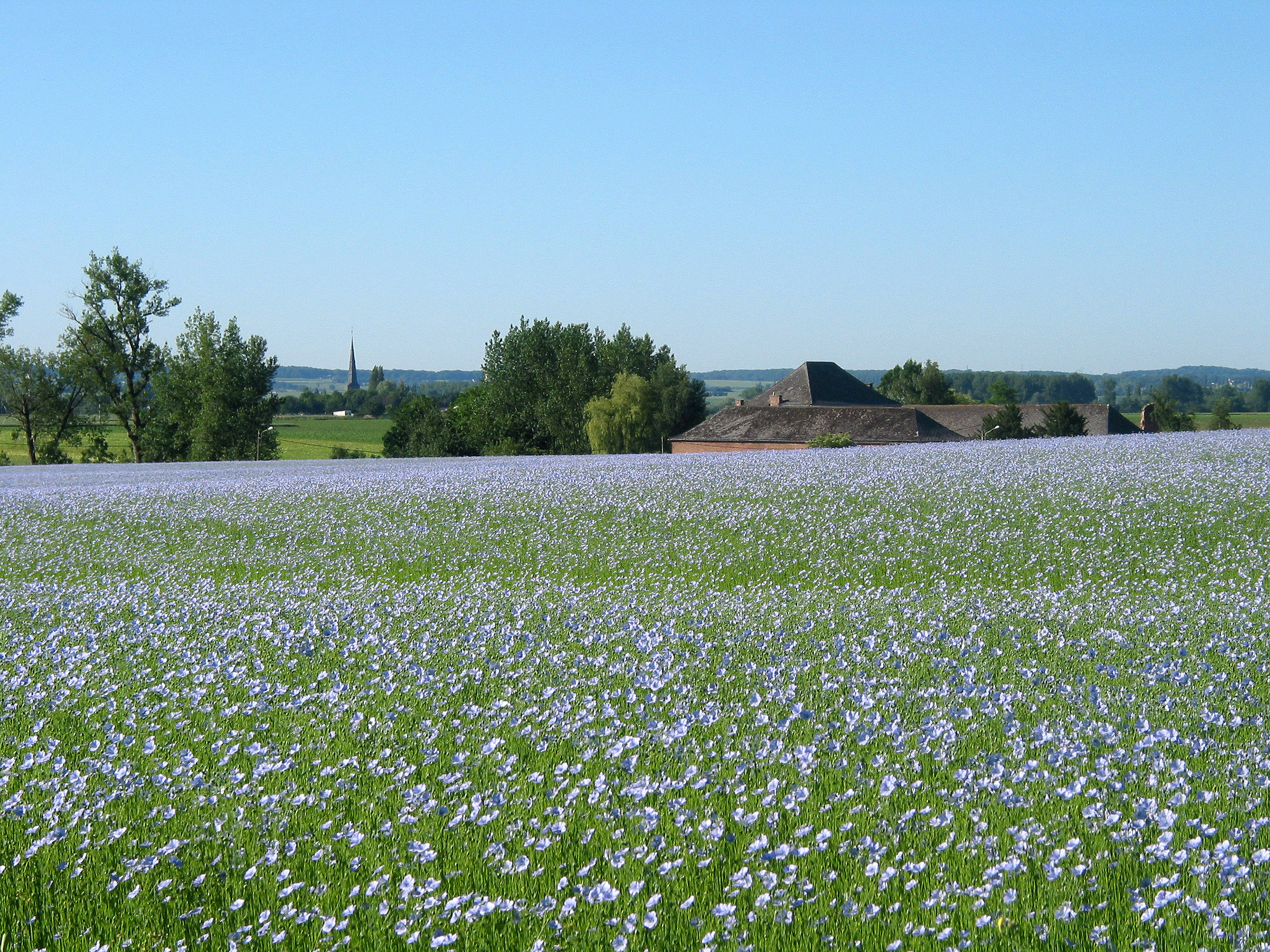
Поле квітучого льону
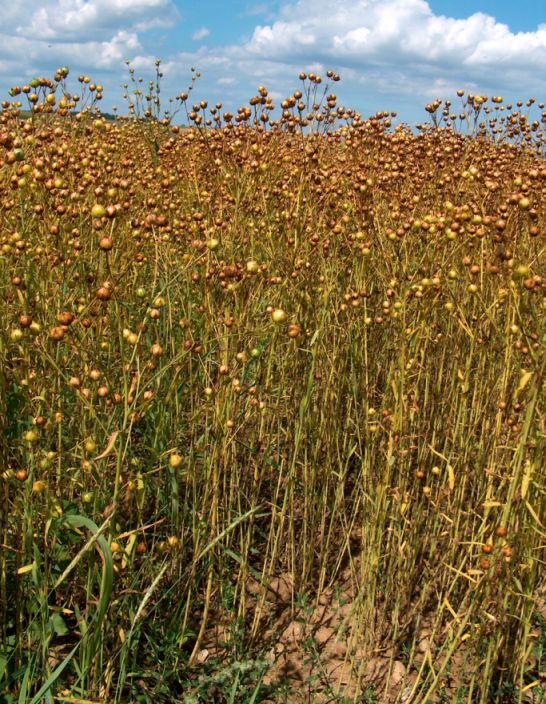
Льон в серпні
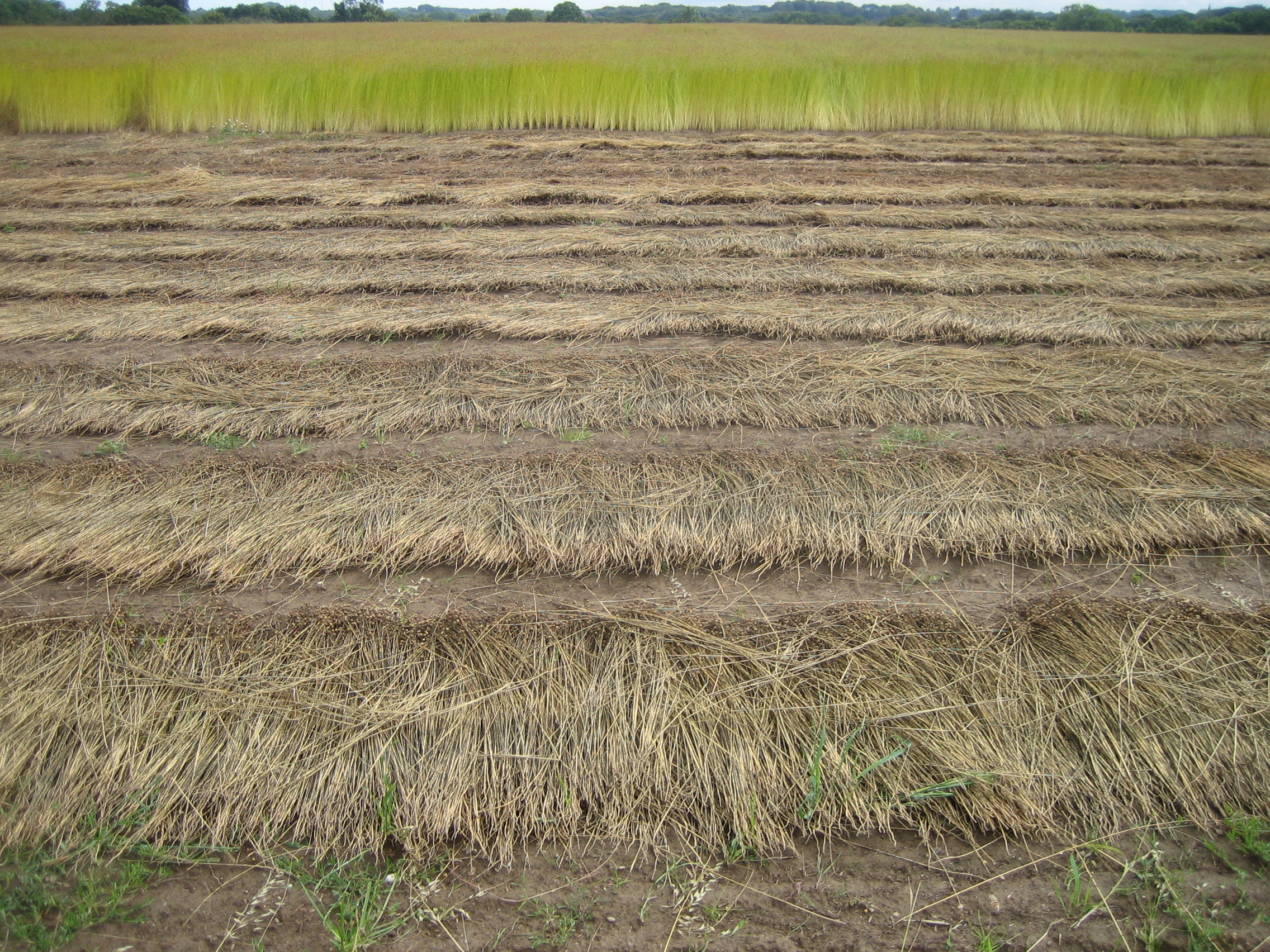
Льон під час збору урожаю (Франція)
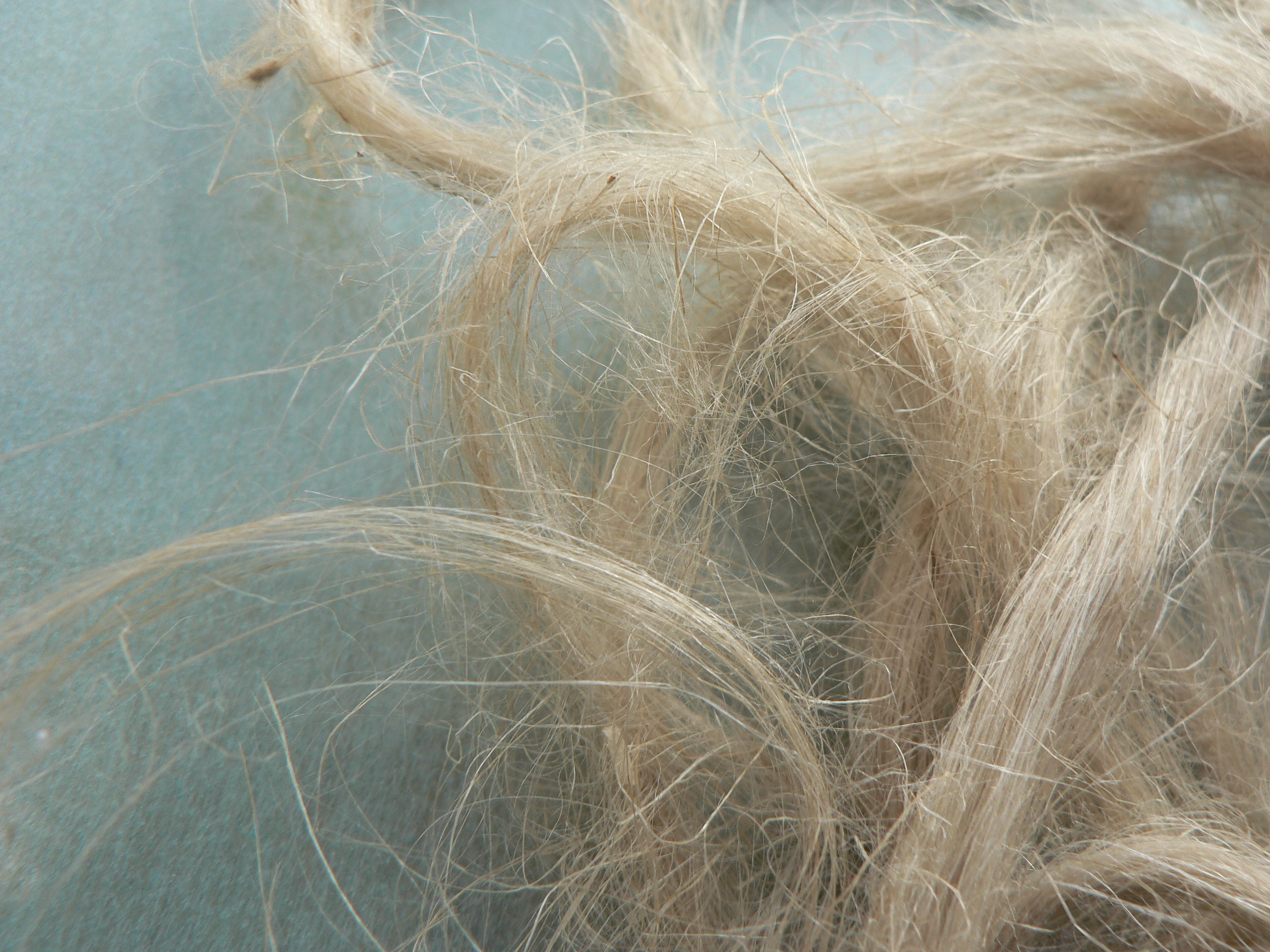
Лляне волокно (клоччя)